# Вильжюиф — Поль Вайян-Кутюрье (станция метро)
Вильжюиф — Поль Вайян-Кутюрье (фр. Villejuif – Paul Vaillant-Couturier) — станция линии 7 Парижского метрополитена, расположенная в коммуне Вильжюиф департамента Валь-де-Марн, от которой и получила первую половину своего названия.

## История
- Станция открылась 28 февраля 1985 года в составе пускового участка Ле-Кремлен — Бисетр — Вильжюиф — Луи Арагон линии 7. Вторую половину своего названия станция получила в честь французского журналиста и коммуниста Поля Вайяна-Кутюрье, возглавлявшего в 1920-х годах газету «Юманите».
- Пассажиропоток по станции по входу в 2011 году, по данным RATP, составил 2 118 126 человек[2]. В 2012 году этот показатель вырос до 2 226 424 человек[3], а в 2013 году на станцию вошли 2261934 пассажиров (235 место по уровню входного пассажиропотока в Парижском метро)[4].

## Галерея

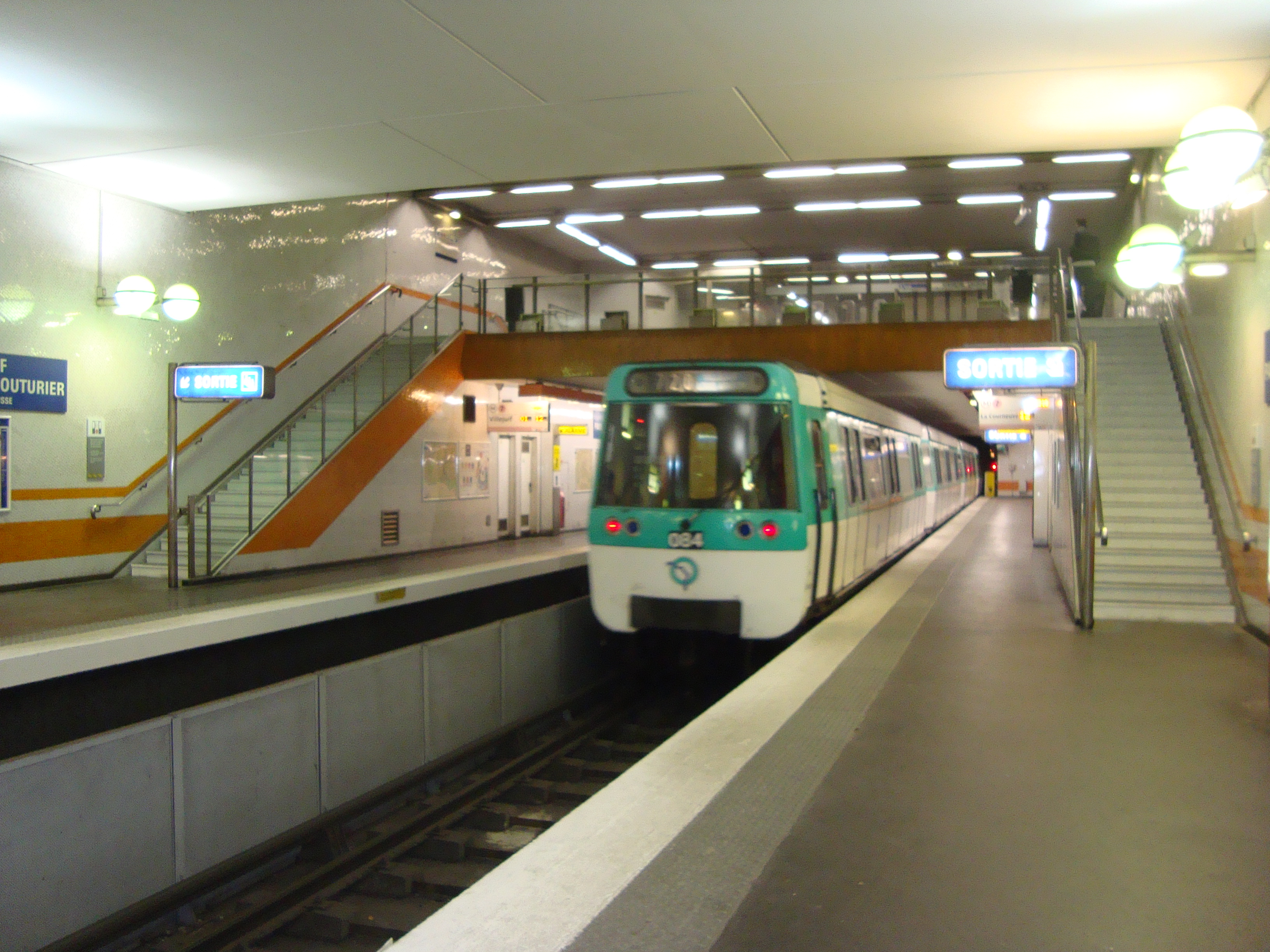
Состав модели MF 77 на станции